# Óblast del Don
El óblast del Don (en ruso: Донская область, Donskaya oblast) fue una unidad administrativa de la República Socialista Federativa Soviética de Rusia que existió entre el 20 de marzo de 1920 y el 13 de febrero de 1924. Su centro administrativo era Rostov del Don.

## Historia
Surgió de una parte del anulado óblast del Voisko del Don y desde su disolución en 1924, pasó a formar parte del krai del Sudeste junto con los óblast de Kubán-Mar Negro y Terek, la gubernia de Stávropol y la ciudad de Grozni. 
Según los datos de inicio de 1921 comprendía un ókrug (Donetski) y siete uyezd (1º del Don, 2º del Don, Rostovski, Salski, Ust-Medveditski, Jopiorski -Verjnedonskói- y Cherkaski), mientras que a inicios de 1924 estaba compuesto por siete ókrug: Donetski, Donskói, Morozovski, Salski, Severo-Donskói, Taganrogski, y Shajtinsko-Donetski).